# Németh Borbála
Németh Borbála (Budapest, 1975. augusztus 10. –) magyar színművésznő.

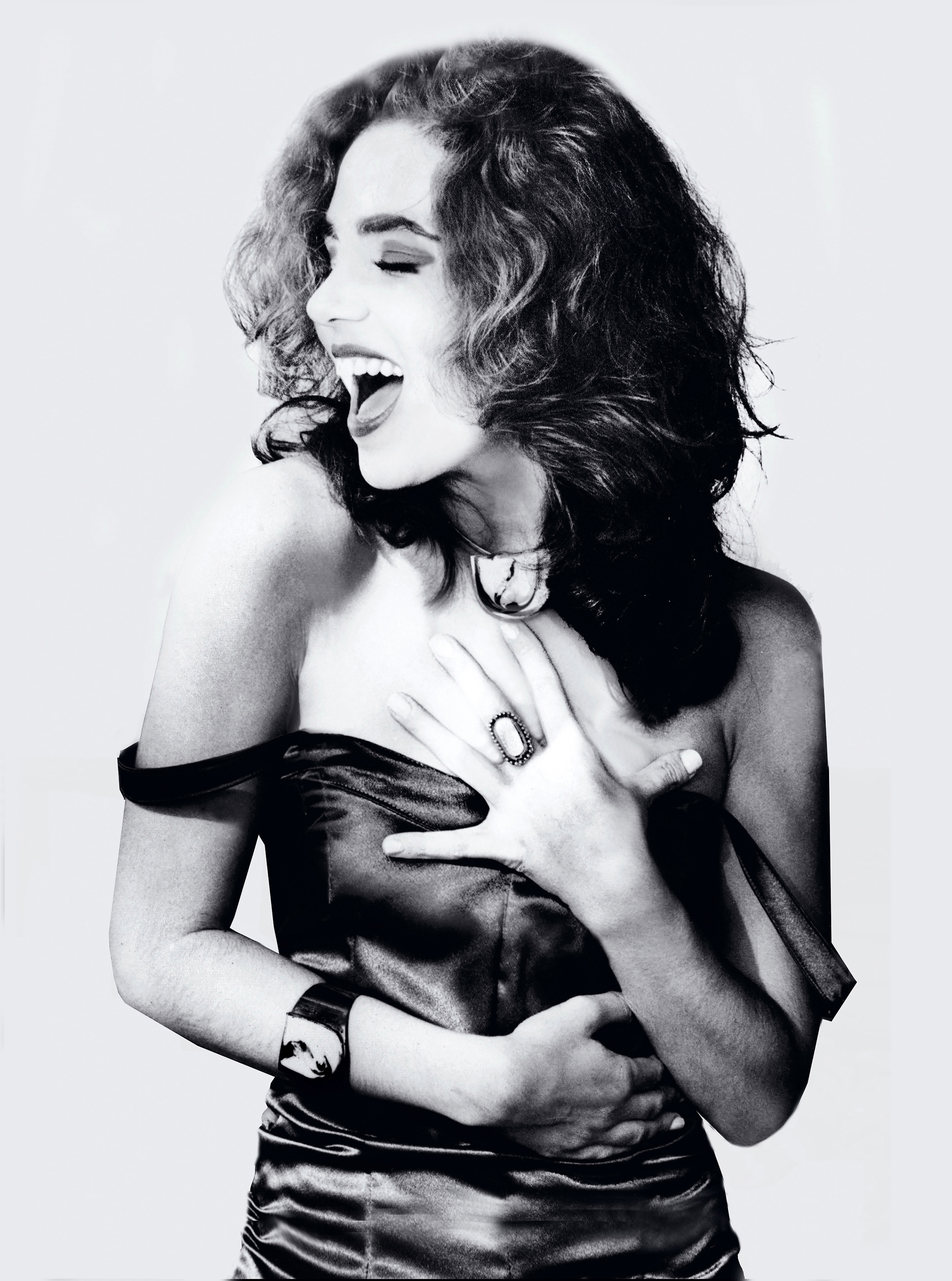
Rózsavölgyi Gyöngyi felvétele

## Élete
A Színház- és Filmművészeti Főiskolán végzett 1997-ben. Játszott a Thália Színházban, a Vígszínházban, a Soproni Petőfi Színházban, 1997 és 2002 között a Budapesti Kamaraszínház tagja volt. 2008 óta szabadúszó, szinkronizál, blogot ír.
Számos szinkronszerep fűződik a nevéhez, többek között Cansu Dere török színésznő állandó magyar hangja.[forrás?]

## Színházi szerepeiből
A Színházi adattárban regisztrált bemutatóinak száma: 33.
- William Shakespeare: A velencei kalmár... Portia - Budapesti Kamaraszínház - Tivoli
- Christopher Hampton: Veszedelmes viszonyok...Madame de Volanges -Színház-és Filmművészeti Főiskola
- Fejes Endre: Jó estét nyár, jó estét szerelem...Juhász Katalin- Színház -és Filmművészeti Főiskola
- Dés László, Békés Pál, Geszti Péter: A dzsungel könyve- Pesti Színház
- Fejes Endre: Rozsdatemető...Hábetler Eszter- Thália Színház
- Kisfaludy Károly: Kérők...Lidi - Szentendrei Teátrum
- Friedrich Dürrenmatt: Az öreg hölgy látogatása... Otilia - Budapesti Kamaraszínház - Tivoli
- Edward Albee: Három magas nő - Budapesti Kamaraszínház, Shure Stúdió
- Fábri Péter. Az élő álarc...Anna - Budapesti kamaraszínház, Shure Stúdió
- Anton Pavlovics Csehov: Sirály...Mása- Budapesti Kamaraszínház-Ericsson Stúdió
- Virginia Woolf: Orlando... Rosina Pepita - Budapesti Kamaraszínház - Shure Stúdió
- Szakonyi Károly: Életem, Zsóka!... Éva - Budapesti Kamaraszínház - Ericsson Stúdió
- Görgey Gábor: Örömállam... Gigi - Budapesti Kamaraszínház - Shure Stúdió
- Arthur Miller: Az ügynök halála... A nő - Budapesti Kamaraszínház - Tivoli
- Arthur Miller: Lefelé a hegyről... Bessie - Budapesti Kamaraszínház - Shure Stúdió
- Jean Anouilh: A csábítás művészete... Marguerite - Budapesti Kamaraszínház - Ericsson Stúdió
- Henrik Ibsen: Kísértetek... Regine - Budapesti Kamaraszínház - Shure Stúdió
- Bródy Sándor: Szerető... Eőz Anna - Budapesti Kamaraszínház - Ericsson Stúdió
- Thuróczy Katalin: Finálé - Budapesti Kamaraszínház - Ericsson Stúdió
- Ödön von Horváth: A végítélet napja... Leni - Soproni Petőfi Színház
- Tennessee Williams: A vágy villamosa... Stella - Soproni Petőfi Színház
- Molnár Ferenc: A hattyú... Alexandra - Soproni Petőfi Színház
- Jean Anouilh: Becket avagy Isten becsülete... Gwendoline - Soproni Petőfi Színház
- Márai Sándor: Kaland... Anna - Soproni Petőfi Színház
- Tennessee Williams: Az ifjúság édes madara... Heavenly - Soproni Petőfi Színház
- Ray Cooney: Páratlan páros... Barbara Smith - Soproni Petőfi Színház
- Gyurkovics Tibor: Nagyvizit... Klári - Soproni Petőfi Színház
- Tamási Áron: Vitéz lélek... Rozáli - Soproni Petőfi Színház
- Tennessee Williams: Macska a forró bádogtetőn... Mae - Soproni Petőfi Színház
- N. Richard Nash: Az esőcsináló...Lizzie Curry-Turay Ida Színház[3]

## Sorozatbeli szinkronszerepek
- Amit a szív diktál: Verónica Hierro de ex Franco – Claudia Álvarez
- Az érzelmek tengerén: Deniz – Özge Özberk
- Lego Ninjago: A Spinjitzu mesterei: P.I.X.A.L. (3. évad)
- A bosszú angyala: Daniela Aldama – Michelle Vieth
- Az élet csajos oldala: Max Black - Kat Dennings
- Észak és Dél: Madeline Fabray LaMotte - Lesley-Anne Down (első hang)
- Frasier, a dumagép: Daphne Moon/Crane – Jane Leeves (első hang)
- Beverly Hills 90210: Valerie Malone – Tiffani Amber Thiessen
- Menekülés a szerelembe: Violeta Trueba Ramos / Coral – Aleida Núñez
- Sunset Beach: Gabriella 'Gabi' Martinez-Torres – Priscilla Garita
- Central Park West: Nikki Sheridan - Michael Michele
- Sweet Valley: Patty Gilbert – Amarilis
- A farm, ahol élünk: Sarah Carter - Pamela Roylance
- Kedves nővérek: Michaela – Mareike Fell
- Amíg még élünk: Milly Nassim – Amita Dhiri
- Trükkös halál: Mira Sanchez – Jacqueline Torres
- Titkok hálójában: Derya İhdal – Şükran Ovalı
- Nancy Drew: George Fayne – Joy Tanner
- Űrháború 2063: Lt. Vanessa Damphousse - Lanei Chapman
- Baywatch – Forró éjszakák: Destiny Desimone – Lisa Stahl
- Vágyak földje: Constance – Cristiana Reali
- McLeod lányai: Jodi Fountain McLeod – Rachel Carpani
- Tiltott szerelem: Eugenia Sánchez de Landaeta - Carolina Tejera
- Betty, a csúnya lány: Beatriz Aurora 'Betty' Pinzón Solano - Ana María Orozco
- Papás-mamás: Dana – Kimberly Williams
- V.I.P. – Több, mint testőr: Kay Simmons – Leah Lail
- Dawson és a haverok: Jennifer 'Jen' Lindley – Michelle Williams
- Barkácsbolt: Anne – Susan Earl
- Azúrkék óceán: Jeanne - Natacha Amal
- Dél királynője: Teresa – Kate del Castillo
- Gyilkos számok: Amita Ramanujan - Navi Rawat (első hang)
- Maria: María Flores Ríos – Claudia Álvarez
- Andromeda: Andromeda Ascendant - Lexa Doig (mtv szinkronverzió)
- Hősök: Eden McCain - Nora Zehetner
- 4400: Diana Skouris - Jacqueline McKenzie
- Ki ez a lány? (Ugly Betty): Hilda Suarez - Ana Ortiz
- A színfalak mögött: Jordan McDeere - Amanda Peet
- Luz Maria: Katy – Vanessa Saba
- Egy lépés előre: Silvia Jáuregui - Mónica Cruz
- Dexter: Debra Morgan - Jennifer Carpenter
- Agy-kontroll: Dr. Adrianne Holland - Indira Varma
- A harc törvénye: Amy Dylan - Gretchen Egolf
- Róma: Niobe - Indira Varma
- Rosalinda: Luz María - Luz María Zetina
- Az igazság harcosai: Sonya Quintano - Marisol Nichols
- Vámpír akták: Coreen Fennel - Gina Holden
- 24: Audrey Raines - Kim Raver
- Kilenc túsz: Kathryn Hale - Kim Raver
- Így jártam anyátokkal: Robin Scherbatsky - Cobie Smulders
- NCIS: Los Angeles: Kensi Blye - Daniela Ruah
- Rúzs és New York: Wendy Healy - Brooke Shields
- Gossip Girl – A pletykafészek: Georgina Sparks - Michelle Trachtenberg
- Marimar: Natalia Montenegro - Amairani
- Canterbury-esetek: Molly McConnell - Trieste Kelly Dunn
- A kiválasztott – Az amerikai látnok: Marissa Clark - Shanesia Davis-Williams
- A betolakodó - Anabella Roldán Limantur - Dominika Paleta
- Sarokba szorítva: Paola – Elizabeth Gutierrez
- Sherlock - Sally Donovan őrmester (Vinette Robinson)
- Vámpírnaplók - Elena Gilbert/Katherine Pierce - Nina Dobrev
- X-Men: Ororo (Ciklon)
- Jim szerint a világ: Dana - Kimberley Williams Paisley
- A nagy svindli: Diana Berrigan - Marsha Thomason
- Ecomoda: Beatriz Aurora 'Betty' Pinzon de Mendoza - Ana María Orozco
- Szeretni beindulásig: Lucía Prieto - Carla Peterson
- Családban marad: Silvia Estrada Rossi - Dad Dager
- Koronás sas: Piast Erzsébet magyar királyné – Katarzyna Czapla

### Cansu Deremagyar hangja
| Film/sorozat magyar címe (bemutatás éve) | Film/sorozat eredeti címe | Karakter               |
| Ezel (2009–2011)                         | Ezel                      | Eyşan Atay             |
| Szulejmán (2012–2013)                    | Muhteşem Yüzyıl           | Firuze Hatun (Hümeyra) |
| Anya (2016–2017)                         | Anne                      | Zeynep Güneş           |
| Elárulva (2020–2022)                     | Sadakatsiz                | Asya Yılmaz            |

## Filmek, sorozatok
- Üvegtigris 2. (2006) .... hivatali ügyintéző II.